# Miwa
Miwa (estilizado em minúsculas como miwa) (Hayama, 15 de junho de 1990) é uma cantora/compositora japonesa. Ela fez sua estréia na Sony Music Records em 2010.

## Biografia
Miwa nasceu em Hayama, Kanagawa, porém mudou-se para Tóquio quando era pequena. Desde que seu pai tinha um grande amor por música, miwa naturalmente começou a apreciar a música desde que nasceu.
Miwa começou a escrever canções aos 15 anos. Ela começou a aprender a tocar violão sozinha, depois que ela entrou no colegial, mas desistiu e pagou por aulas profissionais depois de descobrir que ela não estava fazendo muito progresso por conta própria. Sua escola tinha uma proibição de estudantes com empregos a tempo parcial. Apesar disso, miwa trabalhou secretamente, e eventualmente usado essas economias por seu segundo ano do ensino médio para comprar um violão J-45 Gibson. Após isso, miwa tocou em concertos ao vivo principalmente próximo a Shimokitazawa em Tóquio e em Okinawa durante o verão (seus pais tinham uma casa lá). Devido a sua escola também ter a proibição de estudantes que trabalham no ramo do entretenimento, ela teve que manter essa vida em segredo (mesmo sem contar a seus amigos da escola). Neste tempo, miwa lançou dois singles independentes, "Song for You/Today" e "Soba ni Itai Kara", em 2007 e 2008.
miwa assinou com a Sony Music Entertainment Japan durante seu terceiro ano do ensino médio. Ela estreou como artista em 2010, enquanto freqüentava a Universidade de Keio. Seu single de estréia, "don't cry anymore", foi escolhido para ser usado para o drama Nakanai a música tema Kimeta Hi. O single foi um sucesso comercial menor, quebrando o top 20 nas paradas único da Oricon e ser certificado pelo RIAJ como a venda de 100.000 completos de downloads de celular de um mês após seu lançamento. Em abril de 2010, a canção ganhou o prêmio de melhor canção tema do drama no 64 o drama Television Academy Awards, superando canções de Arashi como Troublemaker e Mr. Children com Hanabi.
miwa lançou seu segundo single, "Little Girl", no final de junho. Seu terceiro single, "chAngE", foi o 12º tema de abertura do anime Bleach, e foi um top 10 individual.
Para a adaptação para o cinema de animação do romance de Eto Mori colorido, miwa coberto duas músicas por famosos artistas japoneses. De Yutaka Ozaki "Boku ga Boku de Aru Tame ni" foi usada como canção tema do filme, e a canção dos corações azuis "Aozora" foi usada como tema de encerramento do filme. Ambas as músicas foram lançadas como download digital em 12 de agosto de 2010.
miwa considera seus músicos ocidentais favoritos Sheryl Crow, Deep Purple, Carole King, Avril Lavigne e Taylor Swift. Seus músicos favoritos são as cantoras japonesas Aiko, Angela Aki, Radwimps e Yuki.
miwa foi anteriormente uma DJ no programa mensal de rádio All Night Nippon, miwa no All Night Nippon R (miwaのオールナイトニッポンR), toda terceira segunda-feira 03h00 - 05h00. Tem sido desde então transformada em um programa semanal, agora conhecido como miwa no All Night Nippon (miwaのオールナイトニッポン, exibido toda terça-feira (na quarta-feira) 1h00 - 03h00. miwa lançou seu primeiro álbum Guitarissimo no dia 6 de abril de 2011 (foi programado para lançar uma semana antes no final de março, mas foi adiado devido ao terremoto e tsunami de Tohoku e suas conseqüências). O desempenho foi um dos melhores gráficos global da miwa: o álbum chegou a No. 1 na parada de álbuns da Oricon, tornando miwa a primeira cantora nascida no período Heisei a alcançar a No. 1 nas paradas de álbuns na história da Oricon.
Em 2019, colaborou com Sugizo na canção "A Red Ray", terceiro tema de encerramento de Mobile Suit Gundam: The Origin Eve Red Comet.

## Discografia

### Indies Singles
- Song for you / TODAY (24 de dezembro de 2007)

1. Song for you
2. Today

- Soba ni Itai Kara (そばにいたいから Porque eu quero estar com você)  (3 de maio de 2008)

1. Soba ni Itai Kara (そばにいたいから Porque eu quero estar com você)
2. Kimi no Tonari de Oyasumi (君の隣でおやすみ; Boa noite, em teu lado)

## Singles
| #        | Nome do Álbum             | Número de vendas | Posição no ranking semanal da Oricon |
| -------- | ------------------------- | ---------------- | ------------------------------------ |
| 1º Álbum | guitarissimo (06.04.2011) | 66.000           | #1                                   |
| 2º Álbum | guitarium (14.03.2012)    | 41.000           | #3                                   |
| 3º Álbum | Delight (22.05.2013)      | 69.066           | #1                                   |
| 4º Álbum | ONENESS (08.04.2015)      | 50.255           | #3                                   |